# بيان الهاكر
ضمير الهاكر أو بيان الهاكر هي مقالة صغيرة كتبت في الثامن من كانون الثاني/يناير سنة 1986م من قبل هاكر والذي عرف بالاسم المستعار المعلم بالأنجليزية:(The Mentor) واسمه الحقيقي لويد بلاكشيب بالأنجليزية: (Loyd Blankenship). تم نشر هذا المقال في مجلة فراك النشرة 7 الملف 3 من 10.

## محتوى المقالة
تم القبض على أحدهم، الأخبار تملأ الجرائد. «تم القبض على شاب لجريمة حاسوب»، «تم القبض على هاكر لتلاعبه بالبنك»...

اللعنة على الأطفال. جميعهم متماثلون.

ولكن هل نظرت مرة، بمعلوماتك السيكولوجية وعقلك التقني الذي نفذ تاريخه في الخمسينات، إلى العالم من وراء عيون الهاكر؟ هل فكرت مرة ما الذي يجعل
قلبه ينبض؟ أي قوى شكّلته وصقلته؟

أنا هاكر، ادخل عالمي...

عالمي هو عالم يبدأ بالمدرسة... أنا أذكى من أغلب الطلاب، وهذه التفاهات التي يعلمونا إياها تُشعرني بالملل...

اللعنة على المقصرين، جميعهم متماثلون.

أنا في الاعدادية أو الثانوية، لقد استمعت إلى المعلمة تشرح للمرة الخامسة عشر كيف يتم تبسيط الكسور. أنا أفهم الموضوع. «لا آنسة سميث، لم أكتب الحل، لقد حللتها في عقلي...»

ولد ملعون. على الأغلب نسخ الجواب. جميعهم متماثلون.

لقد اكتشفت شيئاً اليوم. وجدت حاسوب. انتظر لحظة، هذا مذهل. إنه يفعل ما أطلبه منه وإذا أخطأ فالسبب هو أنني ارتكبت خطأً. ليس لأنه لا يحبني... أو يشعر بأنني أهدده... أو لأنه يظن أنني أتذاكى... أو لأنه لا يحب التعليم والمفترض أن لا يكون هنا...

ولد ملعون. كل ما يفعله هو لعب ألعاب الفيديو طوال الوقت. جميعهم متماثلون.

وعندها حدث الأمر... فُتح باب إلى عالم جديد... نبض إلكتروني يمر عبر خطوط الهاتف مثل الهيروين في عروق المدمن، والبحث عن مكان للابتعاد عن المشاكل اليومية بدأ... وأقيم نادي. «هذا هو... هذا المكان الذي أنتمي إليه...» أنا أعرف الجميع هنا... حتى لو أنني لم أقابلهم أو أكلمهم في حياتي، ولن أتعامل معهم في المستقبل... أنا أعرفكم جميعا...

ولد ملعون. يشغل خط الهاتف مرة أخرى. جميعهم متماثلون.

نعم جميعنا متماثلون... لقد قمتم بإطعامنا السميد في المدرسة حينما أردنا أن نأكل اللحم... قطع اللحم الصغيرة التي وصلتنا عبركم كانت مبسطة وبدون مذاق. لقد حكمنا ساديون وتجاهلنا اللا مبالون. القلة الذين كان عندهم شيء ليعلمونا إياه وجدوا أننا تلاميذ نشطاء، ولكن هؤلاء كانوا كنقاط الماء في الصحاري.

هذا عالمنا الآن... عالم الإلكتروني والمفاتيح الإلكترونية وروعة الباود. نحن نقوم باستخدام خدمات موجودة دون أن ندفع مقابل ما كان من الممكن ان يكون سعره رخيص جداً لولا أن القائمون وراءه طمّاعون لأقصى الدرجات، وأنتم تنادوننا بالمجرمين. نحن نستكشف... وأنتم تنادوننا بالمجرمين. نحن نبحث عن العلم... وتسمّوننا بالمجرمين. نحن نعيش بدون لون بشرة، بدون تطرف قومي أو تمييز ديني... وتسموننا بالمجرمين. أنتم تبنون القنابل النووية، تخوضون الحروب، تقتلون، تغشون، وتكذبون لتجعلونا نصدق أن الأمر لمصلحتنا، ومع ذلك نحن المجرمون.

نعم، أنا مجرم. جريمتي هي حب الاستطلاع. جريمتي هي الحكم على الناس بحسب أقوالهم وأفكارهم، وليس بحسب منظرهم. جريمتي هي أنني أذكى منكم، وهذا شيء لن تغفروه لي ابداً.

أنا هاكر وهذا بياني. ربما تتمكنون من إيقاف هذا الفرد، ولكن لن توقفونا جميعا... لأننا جميعنا متماثلون.

## وصلات خارجية
- المقال الاصلي ضمير الهاكر في أرشيف phrack.org